# Lipozom
Un lipozom este un tip de veziculă sferică cu dimensiunui coloidale (de la 20 nm la 10 µm), format dintr-un strat dublu de molecule de surfactant (de exemplu, fosfolipidă). Aceste molecule de surfactant își orientează partea hidrofilică înspre exterior și partea hidrofobică înspre interior, creând o cavitate centrală hidrofilică, delimitată de o membrană hidrofobică. Vezicule unilamelare se formează când un sigur strat dublu alcătuiește lipozomul, iar vezicule multilamelare se formează când mai multe straturi duble concentrice alcătuiesc lipozomul.

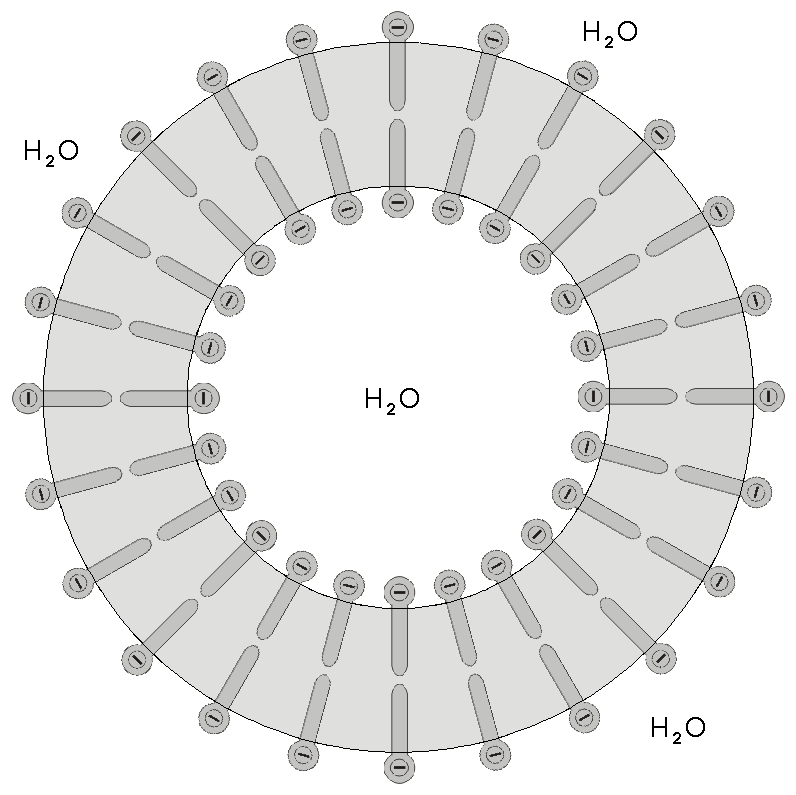
Structura unui lipozom

Structura, compoziția chimică și dimensiunea pot fi controlate prin metoda de preparare. Astfel, proprietăți diferite pot fi obținute și utilizate în diverse aplicații. În general, prezintă o distribuție uniformă de dimensiuni, posibilitate de conjugare cu alte molecule și un caracter amfifilic, solubilizând mulți compuși. În afara acestor proprietăți, lipozomii interacționează în mod specific cu membranele biologice și cu celulele.

## Metode de preparare
Lipozomii se pot obține prin diverse metode:
1. injectarea etanolului sau alt solvent organic (cu formare spontană de lipozomi unilamelari)
2. sistemul de îndepărtare a detergentului (lipidele și alți compuși sunt codizolvați împreună cu detergentul, iar apoi detergentul este separat prin dializă)
3. agitare manuală
4. procedee cu ultrasunete
5. evaporare cu fază inversă
6. liofilizare
7. dializă
8. omogenizare la presiuni mari
9. extrudare

## Aplicații
Datorită faptului că se pot prepara din substanțe naturale, netoxice, biodegradabile și neimunogene, lipozomii se utilizează mai ales în medicină, în cosmetice și în industria alimentară.
| Marcă            | Medicament     | Țesut țintă    | Indicație                                                      |
| ---------------- | -------------- | -------------- | -------------------------------------------------------------- |
| AmBisome®        | Amfotericină B |                | Micoză                                                         |
| DaunoXome®       | Daunorubicină  | Țesut canceros | Sarcomul Kaposi                                                |
| Myocet®, Caelyx® | Doxorubicină   | Țesut canceros | Cancer mamar                                                   |
| Doxil®           | Doxorubicină   | Țesut canceros | Sarcomul Kaposi, cancer ovarian, cancer mamar, mielom multiplu |

În ultima perioadă, lipozomii au început să fie folosiți la administrarea orală a unor anumite suplimente alimentare. Încapsularea moleculară în lipozomi a nutrienților lipofili sau hidrofili ar putea fi o metodă eficientă de a trece de elementele distructive din sistemul gastric, permițând nutrienților să ajungă la celulele și țesuturile care au nevoie de aceștia.